# VfL Algenrodt
Der VfL Algenrodt ist ein deutscher Sportverein mit Sitz im Stadtteil Algenrodt der rheinland-pfälzischen Stadt Idar-Oberstein im Landkreis Birkenfeld.

## Geschichte

### Nachkriegszeit
Die erste Fußball-Mannschaft des Vereins stieg zur Saison 1951/52 in die zu dieser Zeit drittklassige Landesliga Rheinhessen/Nahe auf. Mit 22:30 Punkten platzierte sich der Verein hier am Ende der Saison auf dem neunten Platz. Da die Liga zur nächsten Saison aufgelöst wurde, startete die Mannschaft ab der darauffolgenden Spielzeit in der nun viertklassigen 2. Amateurliga.

### Heutige Zeit
In der Saison 2004/05 spielte die erste Fußball-Mannschaft in der Kreisliga Birkenfeld und belegte dort mit 27 Punkten den 13. Platz. Zur Saison 2013/14 wurde diese Liga dann zur B-Klasse. In der gleichen Saison musste die Mannschaft mit 25 Punkten über den 14. Platz in die C-Klasse absteigen. Mit 66 Punkten schaffte die Mannschaft am Ende der Saison 2015/16 dann die Meisterschaft und damit den Wiederaufstieg in die B-Klasse. Zur Saison schloss sich der Verein dann mit der ebenfalls in der B-Klasse spielenden TSG Idar-Oberstein zur SG Idar-Oberstein/Algenrodt zusammen. In dieser Konstellation spielt die Mannschaft heute in der A-Klasse Birkenfeld.